# Lincoln Township (comté de Dallas, Missouri)
Lincoln Township est un ancien township  du comté de Dallas dans le Missouri, aux États-Unis,.
Fondé en 1868, il est baptisé en référence à Abraham Lincoln, 16e président des États-Unis.

## Source de la traduction
- (en) Cet article est partiellement ou en totalité issu de l’article de Wikipédia en anglais intitulé « Lincoln Township, Dallas County, Missouri » (voir la liste des auteurs).